# خورخي كرويشانك غارسيا
خورخي كرويشانك غارسيا هو نقابي وسياسي مكسيكي، ولد في 29 يوليو 1911، وتوفي في 16 يناير 1989. نشط حزبياً في Popular Socialist Party of Mexico ‏. وقد انتخب عضو مجلس الشيوخ المكسيكي ‏ وانتخب عضو مجلس النواب المكسيك ‏.